# Цыганов, Александр Александрович
Александр Александрович Цыганов (Пустой шаблон {{ВД-Преамбула}} ) — советский хоккеист, нападающий.

## Биография
Воспитанник горьковкого «Торпедо». Выступал за команды СКА МВО Калинин (1972/73 — 1973/74), «Торпедо» (1974/75 — 1976/77), СК им. Урицкого (Казань) (1977/78), «Полйт» Горький (1977/78 — 1980/81).
В высшей лиге провёл три сезона (1974/75 — 1976/77), сыграл 72 матча.
Чемпион мира среди ветеранов. Работал детским тренером в команде «Космос».